# Kajukenbo
El kajukenbo és un art marcial híbrid, que barreja el karate, el judo, el jujitsu, el kenpo, i el wushu (kung-fu). Es va inventar els anys 1940 a Oahu (Hawaii), com a mètode de defensa personal contra els atacs dels delinqüents. Com que és fonamentalment un mètode de defensa i els atacs van canviant, està sempre en evolució, i fa servir tot allò que funciona.

## Estils fundadors de kajukenbo
El nom ve dels estils següents: 
- karate coreà estil tangsudo
- judo i jujitsu japonesos
- kenpo o ken xinès i japonès
- boxa xinesa (wushu) i boxa americana

## Fundadors del kajukenbo
Cinc mestres que vivien a les Illes Hawaii es van unir: 
- Peter Young Yil Choo - Campió hawaià de boxa i mestre de tangsudo
- Joseph Holck - Mestre de Judo Kodokan i Danzan Ryu Ju-jitsu
- Frank F. Ordoñez - Mestre de Judo Kodokan i Sekeino Ju-Jitsu
- Adriano Emperado (Anomenat "sijo" o "fundador") - Mestre de Kara-ho kenpo i eskrima
- George "Clarence" Chang - Mestre de boxa xinesa Sil Lum "kung-fu" Shaolin del nord i sud

## 1945-1959
Durant dos anys (1945-1947), els fundadors practiquen les solucions de totes les possibles agressions. Més endavant en diuen Kajukenbo, i creen la Societat de Cinturons Negres (Black Belt Society), i funden l'Institut de Defensa Personal Kajukenbo. Amb el temps els ensenyaments passen a la base aèria de Travis a Califòrnia. El 1958 el Mestre Aleju Reyes va fer la primera escola a fora de les Illes Hawaii. Va ensenyar als membres de les forces aèries americanes. Un d'aquests membres és el professor Richard Peralta, que va començar al kajukenbo el 1959.
El 1959, "sijo" Emperado va afegir les tècniques de wushu al kajukenbo, i en va fer una combinació fluida de tècniques dures i suaus.

## Després de 1959
Charles Gaylord, Tony Ramos, i Aleju Reyes, que havien rebut el cinturó negre d'Emperado, van escampar el kajukenbo als USA. Cadascun d'ells va obrir la seva pròpia escola de kajukenbo a Califòrnia. El 1969, Tony Ramos va entrenar i va intercanviar al seu mètode i idees amb Bruce Lee. Aleju Reyes va morir el 1977, i Tony Ramos va morir a Hawaii l'any 1999. Des d'aleshores, Charles Gaylord ha estat treballant-hi, i va fer el seu mètode Gaylord. És l'hereu del seu sijo, i president de l'associació del kajukenbo d'Amèrica.

## El kajukenbo actualment
Actualment, el kajukenbo té més agafades que les altres escoles de kenpo. Inclou alçaprems a les articulacions, cops baixos, i atacs amb combinacions. Tot i que inclou una mica de competició, es concentra principalment a la lluita de carrer. Generalment, els practicants del kajukenbo pensen que fins i tot "accions fastigoses", com els cops als ulls o als òrgans genitals, poden ser permeses si els ajuden a la defensa contra l'agressor. La majoria d'escoles del kajukenbo evitenels moviments no pràctics o espectaculars. S'hi inclouen contraatacs contra cops de puny, contra ganivet, contra bastó, contra armes de foc, i contra agafades.
Encara que les varietats del kajukenbo tenen els fonaments comuns, hi pot haver diferències. El kajukenbo es basa en quatre estils, i és impossible incloure'ls sencers. Per tant, hi ha una especialització. Algunes escoles del kajukenbo tenen 26 formes ("kata"), 13 dites Palama, i 13 "concentracions". Cada "concentració" té el seu propi nom, que descriu el seu moviment. Per exemple, la primera concentració inclou un cop de la grua i una urpa del tigre.
A algunes escoles del kajukebo la pregària del Kajukenbo (escrita per Frank Ordonez) fa a un paper important, però la majoria d'escoles no tenen aquest misticisme. La classe acaba amb l'apel·lació als tres elements del kajukenbo: l'esperit, la ment, i el cos (cadascun té el seu propi signe de la mà). Després, els estudiants i l'instructor obren les mans per a representar la pau; llavors fan una reverència per a expressar el respecte. A moltes escoles els estudiants saluden la bandera americana i saluden els seus instructors per a expressar respecte. També saluden els cinturons negres quan entren al tatami.

## Programa
| Cinturó   | Katas    | Defensa Puny-Agafada | Combinacions | Bastó | Ganivet | 2 atacants | Abecedari | Temps aproximat |  |
| --------- | -------- | -------------------- | ------------ | ----- | ------- | ---------- | --------- | --------------- |  |
| Blanc     | 0 i 1    | 1 i 2                | 1 i 2        | 1 i 2 | -       | -          | -         | 4 mesos         |  |
| Groc      | 2 y 3    | 3                    | 3            | 3     | -       | -          | -         | 5 mesos         |  |
| Taronja   | 4 y 5    | 4                    | 4            | 4     | -       | -          | -         | 6 mesos         |  |
| Morat     | 6        | 5                    | 5            | 5     | -       | -          | -         | 7 mesos         |  |
| Blau      | Nian-Chi | 6                    | 6            | 6     | -       | -          | -         | 8 mesos         |  |
| Verd      | 7        | 7                    | 7            | 7     | 1 i 2   | 1 i 2      | A,B       | 9 mesos         |  |
| Marró III | 8        | 8                    | 8            | 8     | 3       | 3          | C,D       | 6 mesos         |  |
| Marró II  | 9        | 9                    | 9            | 9     | 4       | 4          | E,F       | 6 mesos         |  |
| Marró I   | 10       | 10                   | 10           | 10    | 5       | 5          | G,H       | 6 mesos         |  |
| Negre     | 11       | 11                   | 11           | -     | -       | -          | I,J,K,L   | 12 mesos        |  |

Els graus i els títols són diferents depenent d'escola. Els títols donats als cinturons negres tenen orígens xinesos: 
- Sijo (en xinès: el mestre, el fundador) que és el grau més alt, significa al fundador de l'escola. És el títol de l'Adriano Emperado.
- Sigung (el pare gran) vol dir el professor dels professors - sisè grau de mestre.
- Sifu (el pare) significa al professor - des de tercer fins a cinquè grau de mestre.
- Sibak (el més vell germà) significa a l'assistent del professor - qui ajuda a l'ensenyament - més avall del tercer grau de mestre.

Els cinturons negres de vuitè grau es diuen "professors", el novè grau de mestre és "el gran mestre" (grandmaster).